# (4099) Wiggins
(4099) Wiggins ist ein Hauptgürtelasteroid, der am 13. Januar 1988 von Henri Debehogne von der Europäischen Südsternwarte aus entdeckt wurde.
Der Asteroid wurde nach Patrick Wiggins (* 1949), der mehr als 26 Jahre am Hansen-Planetarium in Salt Lake City angestellt war, benannt.